# Distrito de Jangas
El distrito de Jangas es uno de los doce distritos de la Provincia de Huaraz, ubicado en el Departamento de Ancash en el Perú. Limita por el norte con la provincia de Carhuaz; por el este, con el distrito de Taricá; por el sur, con el distrito de Independencia y por el oeste,  con el distrito de Pira.

## Toponimia
Existen dos versiones: Unos aseguran que Shancash, la palabra de origen quechua, significa un lugar de espera o paraje. En otra teoría, se asegura que los primeros habitantes de esta región, se caracterizaban por tener las canillas muy desarrolladas y que los llamaban SHENCASH, esta palabra al correr los años, fue derivándose en Shancash, y que le sirvió más tarde para dar nombre a la región habitada por ellos.

## Historia
El distrito fue creado el 25 de julio de 1857 mediante Ley sin número, dada por el presidente Ramón Castilla.

## Geografía
Tiene una población estimada mayor a 4 000 habitantes. Su capital es el pueblo de Jangas.

## Autoridades
(2023 - 2026)
| Alcalde   | Elmer Amado Cacha Catire |
| --------- | ------------------------ |
| Regidores | Rosa Rodríguez           |
| Regidores | Carla Llanos             |
| Regidores | Maximo Quito             |
| Regidores | Vanesa Montes            |
| Regidores | Robertson Vergara        |

### Religiosas
- Obispo de Huaraz: Mons. José Antonio Alarcón Gómez (2024 - )
- Reverendo Padre Ernesto Sirani (Italia) - Parroquia San José - Jangas (1985 - 2020)
- Reverendo Padre Mario Fedeli (Italia) - Parroquia San José - Jangas (2020 - )

## Festividades
- Semana Santa
- Fiesta Patronal el 24 de septiembre en Homenaje a la Santísima Virgen de las Mercedes (Mama Meche)